# KTurtle
KTurtle é um ambiente de programação educacional para gráficos de tartaruga. Ele foi lançado sob a Licença Pública Geral GNU e é parte da KDE Software Compilation 4. O KTurtle tem uma linguagem de programação embutida que é livremente baseada na linguagem de programação Logo. É uma das poucas linguagens de programação localizadas; os comandos de programação são traduzidos para o idioma do programador.
O KTurtle foi empacotado para muitas distribuições de Linux, incluindo Red Hat, openSUSE, Debian e Ubuntu. Algumas distribuições empacotam o KTurtle como uma aplicação em separado, enquanto outras fornecem um pacote para todo o módulo Kdeedu, o qual inclui o KTurtle. Esse programa está disponível também para o Microsoft Windows.
A linguagem KTurtle e o Ambiente de desenvolvimento integrado (IDE) são específicos para ensinar programação usando gráficos de tartaruga e não é projetado para outras aplicações.